# Grauwangen-Hornvogel
Der Grauwangen-Hornvogel (Bycanistes subcylindricus, Syn.: Ceratogymna subcylindrica) ist eine Vogelart aus der Familie der Nashornvögel. Sein Verbreitungsgebiet liegt in Subsahara-Afrika. In dem großen Verbreitungsgebiet werden zwei Unterarten unterschieden.
Wie alle Nashornvögel ist auch der Grauwangenhornvogel ein Höhlenbrüter. Das Weibchen mauert die Bruthöhle bis auf einen schmalen Spalt zu. Das Männchen versorgt in dieser Zeit zunächst sie und später auch die Jungvögel mit Nahrung.
Die Bestandssituation des Grauwangen-Hornvogels wurde 2016 in der Roten Liste gefährdeter Arten der IUCN als „Least Concern (LC)“ = „nicht gefährdet“ eingestuft.

## Merkmale
Der Grauwangen-Hornvogel erreicht eine Körperlänge von 60 bis 70 Zentimeter und zählt damit zu den größeren Arten unter den Afrikanischen Kehlsack-Hornvögeln. Auf die Schwanzfedern entfallen beim Männchen der Nominatform durchschnittlich 24 Zentimeter, bei den Weibchen 23 Zentimeter. Der Schnabel hat bei den Männchen der Nominatform eine Länge zwischen 14 und 16,6 Zentimeter. Der Schnabel der Weibchen bleibt etwas kleiner und hat eine Länge von 10 bis 13,3 Zentimeter. Der Geschlechtsdimorphismus ist nur gering ausgeprägt.

### Erscheinungsbild der Männchen
Beim Männchen sind Kopf, Hals, Vorderbrust und Rücken glänzend schwarz. Die Federn an den Wangen und an der Schnabelbasis sind grau gesäumt.
Der Rücken, die Oberschwanz- und Unterschwanzdecken sowie der Bauch und die Schenkel sind weiß. Die Brust ist schwarz. Von den Steuerfedern ist das mittlere Paar schwarz, die übrigen sind weiß mit einem breiten schwarzen Mittelband. Die Armschwingen und die inneren Handschwingen sind weiß mit einer schwarzen Basis. Die Federn der großen Flügeldecken haben weiße Spitzen, die übrigen Federn der Flügeldecken sind schwarz.
Der Schnabel und der Schnabelaufsatz sind dunkelbraun mit einem großen cremefarbenen Fleck auf der vorderen Hälfte des Schnabelaufsatzes. Der Schnabelaufsatz ist vergleichsweise hoch und hat die Form eines umgedrehten Wiegemessers. Die unbefiederte Haut rund um die Augen ist gräulich fleischfarben. Die Augen sind rot, die Beine und Füße sind schwarz.

### Erscheinungsbild der Weibchen und Jungvögel
Die Weibchen gleichen den Männchen im Gefieder, sie bleiben aber kleiner und haben einen weniger entwickelten Schnabelaufsatz. Die unbefiederte Haut um die Augen ist blass rosa, die Augen sind braun.
Jungvögel haben ein Gefieder, das dem der adulten Vögel gleicht. Der Schnabel ist kleiner als bei den adulten Vögeln und dunkler. Bei ihnen ist der Schnabelaufsatz noch nicht entwickelt. An der Schnabelbasis weisen Federn noch braune Säume auf. Erst im Alter von 10 Monaten ändert sich die zu dem Grau bei den adulten Vögeln. Die Augen sind grau. Männchen haben bereits zum Zeitpunkt des Flüggewerdens einen deutlich größeren Schnabel als die Weibchen.

## Verwechselungsmöglichkeiten

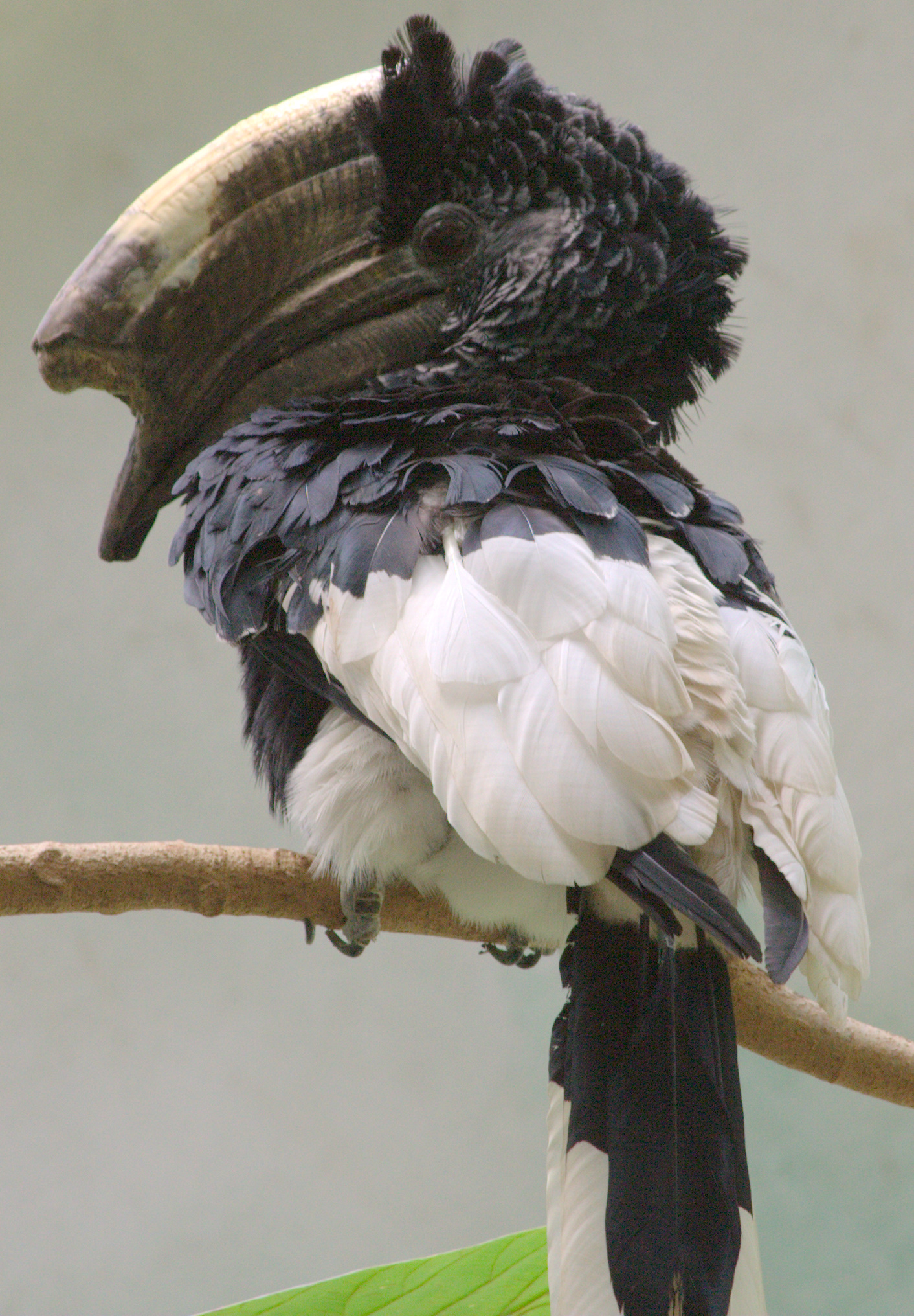
Grauwangen-Hornvogel

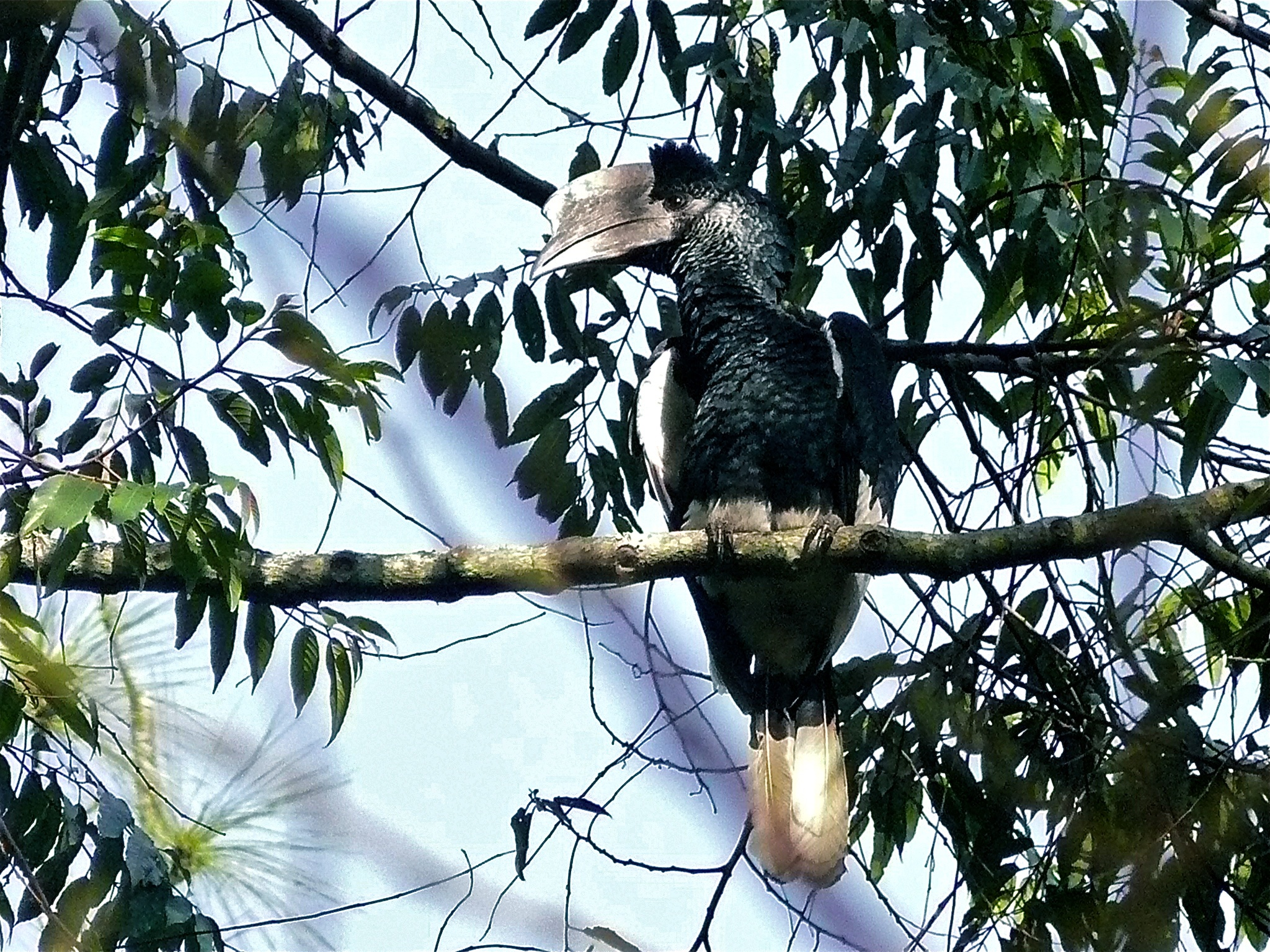
Grauwangen-Hornvogel, Uganda

Das Verbreitungsgebiet des Grauwangen-Hornvogels überlappt sich in Teilen mit dem des Braunwangenhornvogels und des Schreihornvogels.
Der Braunwangenhornvogel hat eine ähnliche Körpergröße und gleicht dem Grauwangen-Hornvogel auch sehr weitgehend im Gefieder. Er hat jedoch einen cremefarbenen Schnabel und einen cremefarbenen Schnabelaufsatz.
Der Schreihornvogel ist deutlich kleiner und hat auch einen deutlich kleineren Schnabel und Schnabelaufsatz. Die Steuerfedern sind schwarz mit weißen Spitzen.

## Verbreitungsgebiet und Lebensraum
Der Grauwangen-Hornvogel hat ein disjunktes Verbreitungsgebiet im nördlichen Subsahara-Afrika.
- Die Nominatform B. s. subcylindricus kommt an der Elfenbeinküste, in Ghana, Togo, Benin und Nigeria vor.
- Die Unterart B. s. subquadratus kommt in Kamerun, der Zentralafrikanischen Republik, dem Süden des Sudans und des Tschads, in Zaire, Uganda, im Westen von Kenia, in Tansania sowie Ruanda und Burundi vor. Eine isolierte Population gibt es außerdem im Nordosten von Angola.

Der Lebensraum des Grauwangen-Hornvogels sind immergrüne Wälder. Er ist besonders häufig in unberührten Wäldern, besiedelt aber auch Sekundärwälder, Plantagen und Waldränder. Er ist auch in Savannen zu beobachten, wenn Wälder oder schütteres Waldgebiet in der Nähe liegen. Seine Höhenverbreitung reicht bis zu 2600 Metern. Die Populationsdichte kann in Primärwald bis zu 49 Individuen pro Quadratkilometer betragen. In Wäldern mit partiellem oder selektivem Holzeinschlag sinkt die Populationsdichte auf sieben Vögel je Quadratkilometer.

## Lebensweise
Einmal gebildete Paare bestehen über mehrere Jahre. Sie schließen sich aber an reichhaltigen Nahrungsplätzen Trupps an, die zwischen 20 und 50 Individuen umfassen können. Daneben bilden sich Trupps subadulter Vögel, die ein größeres Gebiet auf der Suche nach Nahrung durchstreifen. Grauwangen-Hornvögel suchen auch immer wieder vertraute Ruheplätze auf. Dabei kann es gelegentlich auch zur Ansammlung größerer Trupps kommen.

## Nahrung
Wie nahezu alle Nashornvögel ist der Grauwangen-Hornvogel omnivor. Er deckt jedoch den größten Teil seines Nahrungsbedarfes mit Früchten ab. Die Nahrungssuche findet gewöhnlich paarweise statt.
Bei näher untersuchen Grauwangen-Hornvögeln in Uganda deckte er seinen Nahrungsbedarf zu 91 Prozent mit Früchten. Davon entfielen 51 Prozent auf Feigen. Daneben frisst er verschiedene Kapsel- und Steinfrüchte. Die Früchte sind gewöhnlich nicht größer als eine Erbse oder eine Olive. Nur gelegentlich werden größere Früchte mit einem Durchmesser bis zu 6 Zentimeter gefressen. In Uganda hat man insgesamt Früchte von 67 Pflanzenarten aus 26 Familien und 38 Gattungen nachgewiesen. Genutzt werden neben Feigen unter anderem die Früchte von Zürgelbäume, Kolabäumen, Kordien, Ebenholzbäumen, Drachenbäumen, Lychnodiscus, Maesopsis eminii und Maulbeeren. Er frisst auch in Afrika eingeführte Feigenarten sowie die ebenfalls in seinem Verbreitungsgebiet nicht heimischen Papayas. Der Grauwangen-Hornvogel findet diese Nahrung überwiegend im Baumkronenbereich, wo er Früchte direkt von den Zweigen pickt.
Daneben spielt in seiner Ernährung auch tierisches Protein eine große Rolle. Gefressen werden überwiegend Insekten wie beispielsweise Termiten, Käfer, Motten, Bienen, Raupen, Kakerlaken, Gottesanbeterinnen sowie Grillen. Er frisst aber auch kleine Vögel sowie ihre Nestlinge, Fledermäuse, Eidechsen, Schnecken und Hundertfüßer. Auf der Jagd nach tierischem Protein kommt der Grauwangen-Hornvogel gelegentlich auch auf den Boden. Eine größere Rolle in der Ernährung spielt tierisches Protein vor allem bei der Aufzucht der Jungvögel.

## Fortpflanzung
Der Grauwangen-Hornvogel ist monogam, verteidigt aber kein Brutrevier, sondern nur den unmittelbaren Bruthöhlenbereich. Besetzte Bruthöhlen haben mitunter nur einen Abstand von 40 Meter zueinander. Das Gelege umfasst gewöhnlich zwei Eier. In menschlicher Obhut gepflegte Grauwangen-Hornvögel brütet das erste Mal in einem Lebensalter von 3 Jahr. In Gefangenschaft haben Grauwangen-Hornvögel ein Lebensalter bis zu knapp 32 Jahren erreicht.
Zu Beginn der Fortpflanzungszeit ist ein gegenseitiges Gefiederkraulen sowie ein Balzfüttern zu beobachten, bei dem das Männchen dem Weibchen Futter anbietet. Typisch ist auch eine vermehrte Inspektion geeigneter Bruthöhlen. Beide Geschlechter zeigen vor Brutbeginn ein Verhalten, bei dem mit dem Versiegeln der Bruthöhle begonnen wird. An dieser Handlung ist auch das Männchen beteiligt. Das Männchen bringt außerdem in seinem Schlund eingespeichelte Erdklümpchen zum Bruthöhleneingang. Das Weibchen ist vor allem in den Morgenstunden mit dem Versiegeln der Bruthöhle beschäftigt. Dazu schlüpft es in die Bruthöhle und mauert diese von innen mit schnellen Seitenbewegungen des Schnabels zu. Steht ihr kein Erdklümpchen zur Verfügung, verbaut sie auch den eigenen Kot.
Als Bruthöhle wird gewöhnlich eine natürliche Baumhöhle genutzt. Diese befindet sich gewöhnlich 9 bis 30 Meter oberhalb des Erdbodens. Dort, wo viele sehr große Bäume stehen, kann die Bruthöhlendichte sehr groß sein. In Uganda wurden in ungestörtem Primärwald bis zu 11 besetzte Bruthöhlen gefunden.
Das Weibchen beginnt mit der Ablage des ersten Eis zu brüten. Die Nestlinge schlüpfen entsprechend asynchron. Es wird normalerweise nur der ältere Nestling groß. Der jüngere verhungert gewöhnlich. Das Männchen bringt Nahrung zur Bruthöhle. Bei in Uganda beobachteten Nestern kehrte das Männchen stündlich zur Bruthöhle, es würgt die herabgeschluckte Nahrung an der Nisthöhle hoch und übergibt sie dem Weibchen. Gezählt wurden über 200 erbsengroße Früchte oder zwei bis 17 olivengroße Früchte pro Besuch. Bei in Gefangenschaft gehaltenen Grauwangen-Hornvögeln wurde gewogen, was während der Brutzeit von dem Brutpaar und später dem Brutpaar und dem Nachwuchs gefressen wurden. Während vor der Brutzeit das gehaltene Paar täglich 560 Gramm Futter fraß, das zu 70 Prozent aus Früchten und zu 30 Prozent aus tierischem Protein bestand, verdoppelte sich während der Brutzeit der Anteil tierischer Protein auf 320 Gramm, während der Fruchtanteil mit 420 Gramm konstant blieb. Während der Zeit, in der die Nestlinge gefüttert wurden, fraßen die Nashornvögel 930 Gramm Früchte sowie 620 Gramm tierisches Protein.

## Trivia
Während des Direktorats von Heinz-Georg Klös gelang dem Berliner Zoo 1977 die deutsche Erstzucht des Grauwangen-Hornvogels.

## Einzelbelege
1. ↑  Kemp: The Hornbills - Bucerotiformes. S. 244.
2. ↑  
Bycanistes subcylindricus in der Roten Liste gefährdeter Arten der IUCN 2016.10. Eingestellt von: BirdLife International, 2016. Abgerufen am 3. Oktober 2017.
3. 1 2 3  Kemp: The Hornbills - Bucerotiformes. S. 252.
4. 1 2 3  Kemp: The Hornbills - Bucerotiformes. S. 253.
5. 1 2 3  Kemp: The Hornbills - Bucerotiformes. S. 254.
6. 1 2 3 4  Kemp: The Hornbills - Bucerotiformes. S. 255.
7. 1 2  Kemp: The Hornbills - Bucerotiformes. S. 256.
8. ↑  Welt- und Deutsche Erstzuchten bei Zootierliste.de